# Boček z Obřan (1296)
Boček z Obřan († 1296) byl moravský šlechtic, který pocházel z rodu pánů z Obřan.

## Život
Narodil se jako syn Gerharda ze Zbraslavi a Obřan a jeho manželky Jitky z Feldsbergu. Měl bratra Smila a sestry Anežku a Eufémii.
Po otcově smrti roku 1291 zdědil jeho majetek. Za otcova života ani po něm však nebyl společensky nijak aktivní, proto letopisci Jindřichovi Řezbářovi v jeho kronice nestál za zmínku.
Zemřel v roce 1296 a dosáhl nejméně 25 let.